# Petényi-patak
Apró patak a Cserhátban, a Cser-tóból ered Alsópetényben. A falut elhagyva északnyugati irányban haladva éri el Felsőpetényt, majd a Lókos-patakba folyik.

## Part menti települések
Alsópetény, Felsőpetény